# Дребак-Фрогн ІЛ
«Дребак-Фрогн ІЛ» (норв. Drøbak-Frogn Idrettslag) — норвезький футбольний клуб з Дребака. Заснований у 1946 році.